# Isidor Kastan

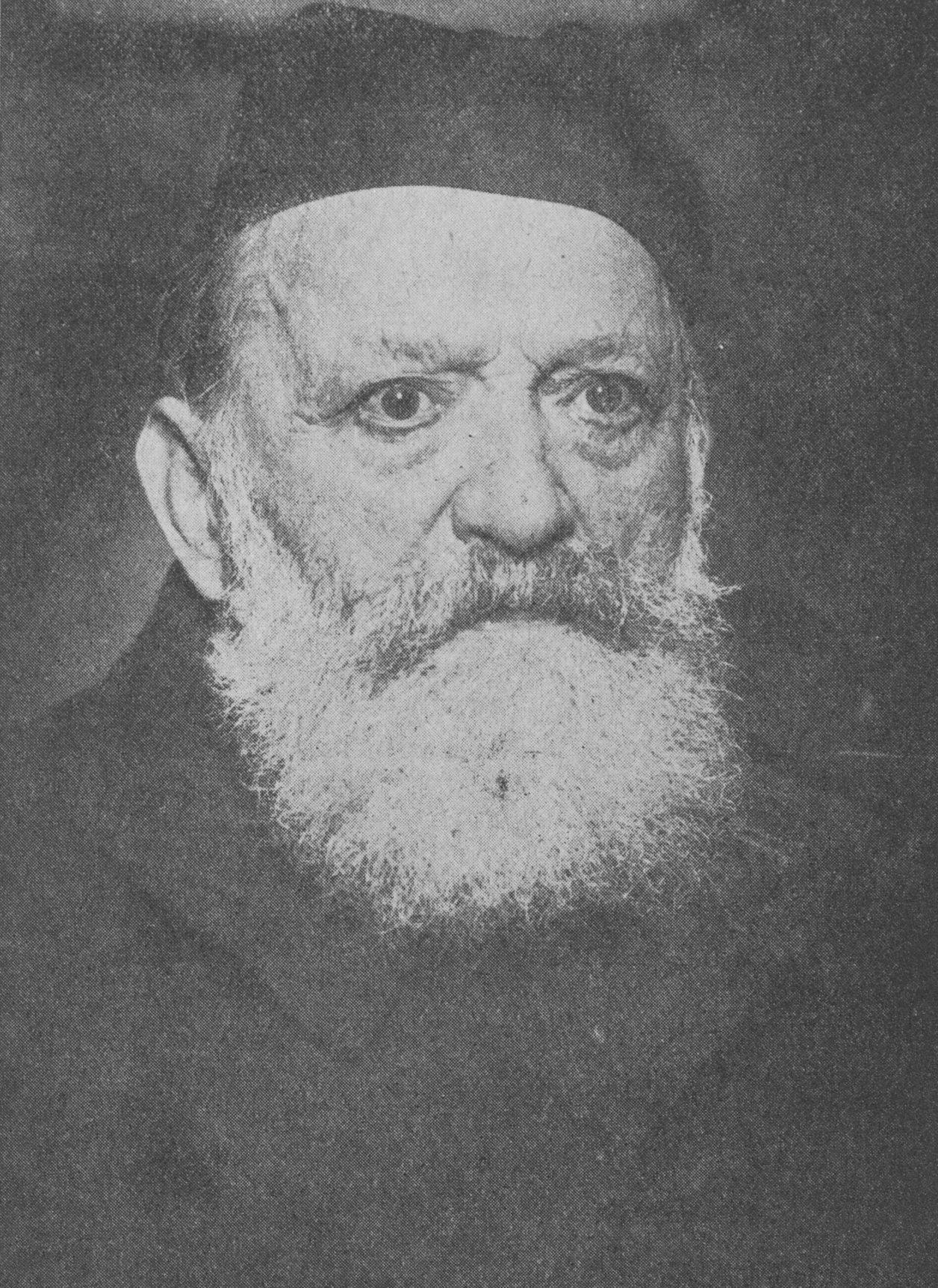
Isidor Kastan, um 1926

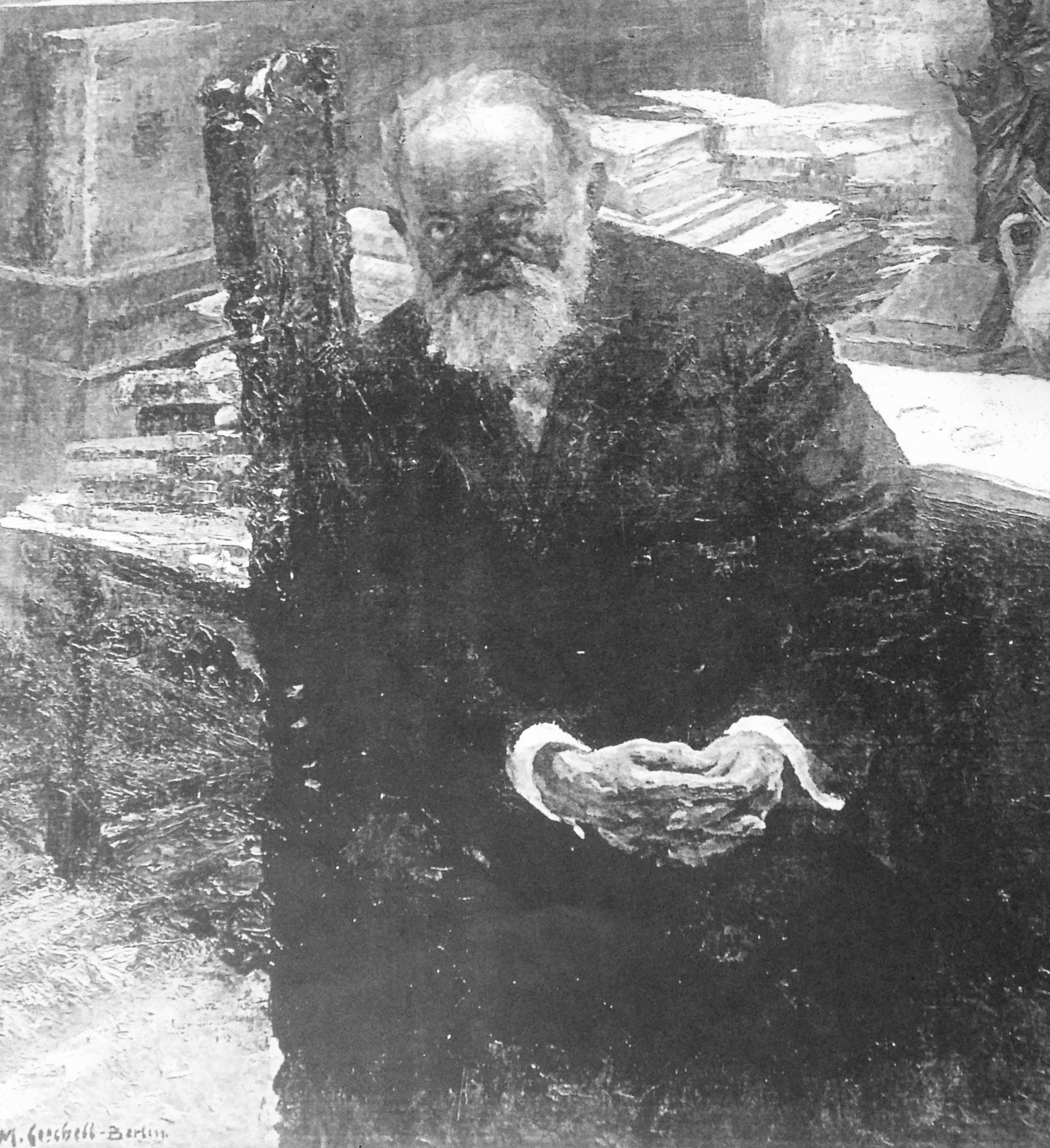
Porträt von Isidor Kastan, Gemälde von Moritz Coschell

Isidor Kastan (* 24. November 1840 in Kempen (Posen); † 14. Oktober 1931 in Berlin) war ein deutscher Journalist, Schriftsteller und Arzt. 

## Leben
Isidor Kastan entstammte einer jüdischen Familie. Er studierte ab dem Wintersemester 1862/63 in Berlin Medizin und schloss sein Studium 1867 mit einer Dissertation De degeneratione cordis adiposa ab. Nach seinem Medizinstudium ist er erstmals 1870 in den Berliner Adressbüchern als praktischer Arzt, Wundarzt und Geburtshelfer aufgeführt. Zwischen 1884 und 1886 ist in den Adressbüchern vermerkt, dass er im Sommer als Badearzt in Ems tätig war. „Als er noch seinen ursprünglichen medizinischen Beruf ausübte und im Sommer als Badearzt und Halsspezialist in Ems auftauchte, begann er schon im ‚Berliner Tageblatt‘ als Politiker von unbeugsam demokratischer Gesinnung, als naturwissenschaftlicher Publizist, als kritischer Beobachter des Theaters, der Musik, der bildenden Kunst das Wort wie eine Klinge zu führen.“ Ab 1873 war er vornehmlich im Ressort Innenpolitik des Berliner Tageblatts tätig. Schon 1872 war er dem Verein Berliner Presse beigetreten, den er als Berufsorganisation und Interessenvertretung der Berliner Journalisten jahrzehntelang nachhaltig unterstützte. Auch an der Gründung des Reichsverbands der Deutschen Presse hatte Kastan später großen Anteil. Er war außerdem Mitglied im Verein Freie Bühne und als ambitionierter Bibliophiler Ehrenmitglied im Berliner Bibliophilen Abend.
Bekannt ist der Theaterskandal bei der Uraufführung von Gerhart Hauptmanns Vor Sonnenaufgang 1889. Während der Aufführung erhob sich Kastan und schwang eine Geburtszange über seinen Kopf, um gegen den seiner Ansicht nach unsittlichen Charakter des Stücks zu protestieren. Scherzhafterweise wurden Geburtszangen danach in Berlin noch lange „Kastanietten“ genannt. Er war auch Mitglied der Bibliothekskommission der jüdischen Gemeinde Berlins.
Kastan schrieb 1869 eine Broschüre gegen die judenfeindlichen Ansichten Robert von Mohls, die dieser im dritten Band seines Werkes „Staatsrecht, Völkerrecht und Politik“ (Tübingen, 1869) vertreten hatte.
Kastan wurde am 16. Oktober 1931 auf dem Jüdischen Friedhof Berlin-Weißensee beigesetzt. „Grabreden hatte sich der Eigenwilligste aller Journalisten verbeten, mit dem Hinweis: 'Es war nicht der Rede wert.'“
Kastan war Junggeselle. Seine Büchersammlung stiftete er den Wohlfahrtskassen des Vereins „Berliner Presse“.

## Werke
- De degeneratione cordis adiposa. Dissertatio inauguralis medica. Publice defendet auctor Isidorus Kastan. Schade, Berlin 1867.
- Herr Robert von Mohl und die Judenemancipation. Eine Erwiderung. J. M. Späth (Commission), Berlin 1869; Textarchiv – Internet Archive
- Rudolf Virchow. In: Westermanns Illustrirte Deutsche Monatshefte. 51. Jg., Braunschweig 1882, S. 463–474; Textarchiv – Internet Archive.
- Die erste Versammlung Deutscher Naturforscher und Aerzte zu Berlin im Jahre 1828. Eine Gedenkschrift. Eboin Staude, Berlin 1886.
- Gesundheitspflege in Haus und Schule. Ein Lesebuch für Eltern und Erzieher. Heine, Berlin 1887. Digitalisat ZB MED
- Ein Vierteljahrhundert Medizin und öffentliche Gesundheitspflege. In: Redaktion des Berliner Tageblatts: Fünfundzwanzig Jahre Deutscher Zeitgeschichte. 1872–1897. Jubiläums-Schrift. Rudolf Mosse-Verlag, Berlin 1897, S. 61–68.
- Die Vorbildung der Journalisten. (Martin Mohr und Kastan). Zwei Vorträge, gehalten auf der Delegiertenversammlung des Reichsverbandes der deutschen Presse in Düsseldorf, 1. bis 3. Juni 1913. Hrsg. vom Reichsverband der deutschen Presse. Dr. Paul Hamburger, Berlin 1913.
- Berlin, wie es war. Rudolf Mosse, Berlin 1919. (2., 3. 4., 5., 6., 7. Aufl. 1919; 8., 9. 10., 11. Aufl. 1925)
- Lustiges Panoptikum. Drollige Geschichten aus verklungener Zeit. Hoffmann und Campe, Berlin 1924. (=Die vergnüglichen Bücher. Band 1)
- Kempen, wie es war. Eine Kulturskizze. Hilfsverein der Kempener, Berlin 1924.
- Breslauer Erinnerungen. In: Jahrbuch für jüdische Geschichte und Literatur, 26, 1925, S. 53–68.
- Berliner Erinnerungen. Aus der Mitte des neunzehnten Jahrhunderts. In: Jahrbuch für jüdische Geschichte und Literatur, Band 27, 1926, S. 112–113. compactmemory.de